# 羅滕湖 (普倫縣)
54°12′47.369981″N 10°28′40.321655″E / 54.21315832806°N 10.47786712639°E

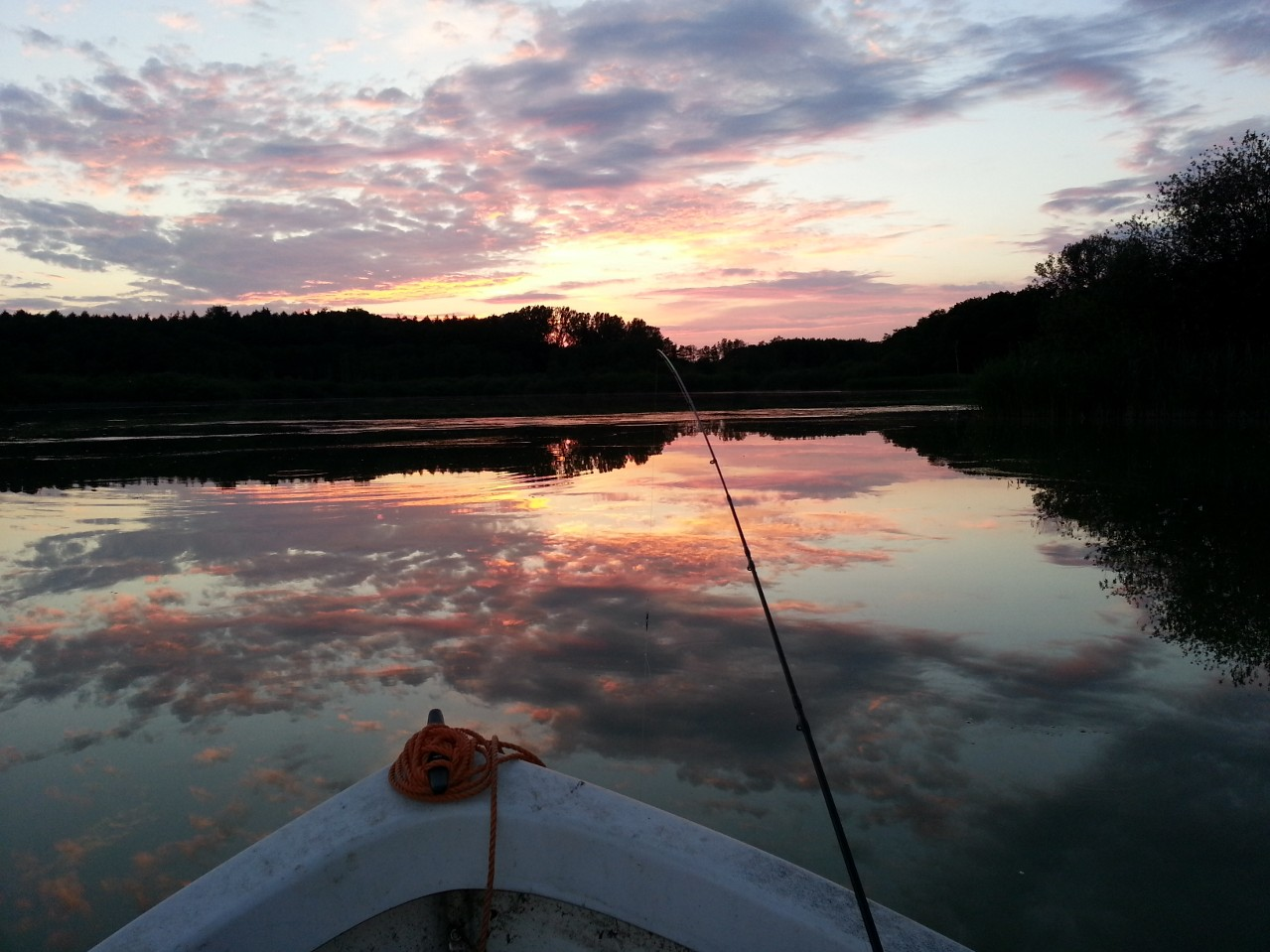

羅滕湖（德語：Rottensee），是德國的湖泊，位於該國北部石勒蘇益格-荷爾斯泰因州，由普倫縣負責管轄，面積0.37平方公里，平均水深1.3米，最大水深1.9米，水體容量47萬立方米。